# 使命召唤：黑色行动4
《使命召唤：黑色行动4》是一款由Treyarch开发，动视发行的第一人称射击游戏，2018年10月12日正式發行及同步登陆於Microsoft Windows、PlayStation 4和Xbox One平台。本作是黑色行动的第五部作品，系列第十五款作品，也是系列中没有单人剧情模式的游戏作品。

## 遊戲玩法
《黑色行動4》中有三個遊戲模式：專家模式（一般的聯機模式）、《黑色行動》傳統的喪屍模式及大逃殺模式的黑色戰域。遊戲時間背景设定为2045年，在《使命召唤：黑色行动II》（2025年）与《使命召唤：黑色行动III》（2065年）之间，但没有明确故事，只有遊戲中解鎖的視頻片段可以提供線索。
| 角色名                      | 角色背景/形象 | 专业武器                                                                     | 专家能力：                                                                |
| --------------------------- | --- | ---------------------------------------------------------------------------- | ------------------------------------------------------------------------- |
| 唐尼“废墟”沃尔什            | 对那些勇于战斗并且不惧怕与敌人直面的人表示高度尊重 | 重力猛击 创造小区域的破坏力场                                                | 抓钩发射器 射出抓钩，迅速抵达附近地点                                     |
| 大卫“先知”威尔克斯          | 先知从小就对技术着迷，相信控制论是人类的未来，并且是人类强制进化的一种方式。                                                                           | 暴风雨 充能性武器，发射时间短                                                | 搜寻者冲击地雷 可自主寻找敌人，并在与其接触时瘫痪                         |
| 艾琳“电池”貝克              | 来自一个拥有100年军队服役历史的超级老兵家庭。她继续着四个哥哥的道路在高中毕业后选择了入伍。祖父可能是決勝時刻：黑色行動冷戰中的約翰·貝克（John Baker） | 战争机器 每次可以打出6枚致命榴弹炮                                           | 集束手榴弹                                                                |
| 他“六翼天使”珍珍            | | 歼灭者 大口径左轮手枪，可发射威力巨大的子弹，能击穿部分掩体                  | 重行信标                                                                  |
| 塔沃“浪人”罗哈斯            | | HIVE发射器 布署致命的奈米虫群                                                | 自救装置 启动自救装置可重新回到战场                                       |
| 克里斯托夫“防火林带”赫耶克  | | 净化器 射出稳定的烈火,将近距离内的敌人烧焦                                   | 反应堆核心 发射出有害的辐射场，使敌人受伤，并在一段时间内降低其最大生命值 |
| 杰拉“撞车”巴兹利            | | TAK-5 为用户及其团队治愈，提升最大生命值并消除伤害                           | 突击包 部署弹药包，为击落敌人提供奖励得分                                 |
| 基兰“扭矩”麦凯              | | 路障 在确保目标的同时部署加强的掩护。内置微波场可以减慢并伤害敌人            | 刀片刺网 防御性的刀片刺网可损坏并减慢试图越过它的敌人                     |
| 柯克“Ajax”罗素              | | 弹道护盾 带有内置机关手枪的可变形防御盾                                      | 九响手雷 可致盲并震晕敌人的战术手雷。能提前启动引信引发多次爆炸           |
| 莱妮“零”沃格尔              | | Icepick 强大的黑客设备，可以使敌人失去能力，并窃取或摧毁他们的设备和得分连胜 | 破坏者 破坏敌人装备和‘抬头显示’的EMP手榴弹                                |
| 亚历山德拉“先驱者”卡斯蒂略  | | 麻雀战斗弓 具备高爆箭头箭矢，高伤害                                          | 鹰 可驾驶无人侦察机以标记敌人并监视目标                                   |
| “幽灵”                      | 是一个自由职业者，通常被雇用来暗杀高级官员。公众都不知道幽灵的真实姓名，出生日期和地点，甚至性别                                                       | 影刃 对敌人造成致命的伤害                                                    | 烟雾弹                                                                    |
| 实验性战争机器人115“收割者” | | 镰刀多管机枪 威力大，射速非常惊人                                            | 雷达罩                                                                    |
| 胜美“侦探”木村              | | 视觉脉冲 在地图上脉动以显示自己和队友的所有敌人                              | 传感器飞镖 能够发现附近敌人的传感器装备                                   |

## 营销

### 泄露
Eurogamer于2018年2月6日发文指出，2018年Treyarch的使命召唤新作将会是黑色行动故事的作品，延续2015年的《使命召唤：黑色行动III》。3月5日，使命召唤新闻网站Charlie Intel收到了游戏零售商GameStop内部数据库的图片，在上市的作品清单中出现了《使命召唤：黑色行动4》。

### 公布
2018年3月7日，NBA球员詹姆斯·哈登在参加篮球比赛前被人看到戴有戴游戏橙色标志的帽子。人们指出了这一标志与以前标有橙色罗马数字的黑色行动标志之间的相似之处。哈登后来证实，这是《黑色行动4》的广告营销。3月8日，动视正式确认《使命召唤：黑色行动4》，并发布预告片。游戏将在5月17日公布更多信息。

## 发行
《使命召唤：黑色行动4》将于2018年10月12日登陆Microsoft Windows、PlayStation 4和Xbox One平台，并首次Microsoft Windows发行在暴雪战网平台且由该平台独占，是自《使命召唤2》以来第一次在10月份发行的作品，此前游戏一直于11月发行。本作在Microsoft Windows平台不支持简体中文，而其他平台则支持简体中文。
遊戲發售的首三日，全球零售總額就超過五億美元。

## 評價
在遊戲發行的時候，各大媒體都給出了本作是佳作的評價。Gamespot評分8/10，IGN則是8.5/10。
但是在此之後，由於遊戲更新增加了很多需要付費抽獎或者直接購買才能得到的物品，甚至出現僅一個近戰武器就明碼標價2000 COD點數（等於20美元）的情況。而遊戲本身的價格是60美元到200美元。有玩家統計要想得到所有付費物品需要在遊戲中支出超過一千美元，還不包括買遊戲的錢。
雖然之前幾部《決勝時刻》也有很多需要付費抽獎才能得到的物品，尤其是《黑色行動3》，但是《黑色行動4》有過之而無不及。
不少玩家對於此種貪得無厭的營銷行徑感到厭惡，紛紛認爲《黑色行動4》十分糟糕，而選擇游玩之前發售的《決勝時刻》其他作品，包括還沒發售的時候就惡評如潮的《無限戰爭》。在2019年，Infinity Ward正式公佈《決勝時刻：現代戰爭》之後，玩家的注意力都集中在新作品上，《黑色行動4》受到冷落。
在《現代戰爭》正式發售之後，Treyarch發佈更新，修改了《黑色行動4》遊戲内付費購買的機制，玩家評價直到此時才有所好轉。